# Recaredo II
Recaredo II (¿610? – 621) fue rey de los visigodos (621).

## Vida
Contaba solo unos pocos años cuando sucedió a su padre, el rey Sisebuto.
Su muerte al poco tiempo de reinado, posiblemente provocada, propició el acceso al trono de un noble destacado de la misma facción en el poder llamado Suintila, vencedor de los runcones (612) y destacado en la guerra contra los bizantinos (614–615).